# Selekcja pracowników
Selekcja pracowników – to jedno z narzędzi zarządzania zasobami ludzkimi (ZZL). Proces wyboru pracownika przez eliminację pozostałych kandydatów ubiegających się o stanowisko w organizacji, a niespełniających wymagań stawianych idealnemu pracownikowi. W środowisku praktyków ZZL selekcja rozumiana jest przynajmniej dwuznacznie:
- jako jeden z etapów rekrutacji (gdzie “rekrutacja rozumiana jest jako cały proces pozyskiwania ludzi świadczących pracę organizacji”[2]
- jako niezależny proces (niewchodzący w skład procesu rekrutacji) polegający na odrzuceniu aplikacji kandydatów niespełniających wymagań, następujący po rekrutacji (rozumianej jako proces przyciągania odpowiednich kandydatów)

## Rodzaje strategii selekcji pracowników
1. Play- Off- polega na wprowadzeniu selekcji na każdym etapie rekrutacji. Ostateczny wybór jest szybki i łatwy, gdyż dokonywany jest wśród małej liczby osób, które przeszły pozytywnie wcześniejsze eliminacje. 
2. Kompensacyjna- decyzję o odrzuceniu któregoś z kandydatów stosuje się po przeprowadzeniu wszystkich etapów rekrutacji. Jest to metoda znacznie dłuższa, ale pozwala dobrze poznać wszystkich kandydatów. 
3. Mieszana- jak sama nazwa mówi, jest to technika polegająca na połączeniu selekcji play- off i kompensacyjnej.